# Pinjarra-Orogen
Das Pinjarra-Orogen ist ein mesoproterozoischer Gebirgszug, der infolge einer Kollision von Proto-Australien, Proto-Ostantarktika und Groß-Indien entlang der Darling Fault entstand. Heute ist nur ein etwa 1000 Kilometer langes Segment am äußersten Rand von Westaustralien mit dem archaischen Yilgran-Kraton und dem|mesoproterozoischen Albany-Fraser-Orogen aufgeschlossen. Ein weiterer Abschnitt dieses Orogens verläuft unter dem Antarktischen Eisschild bis ins innere Ostantarktikas. Das mutmaßliche indische Segment ist wahrscheinlich unter dem Himalaya verborgen. Die Orogenese erfolgte zwischen 1090 und 1020 mya und wurde von 650 bis 520 mya im Rahmen der Gondwana-Formierung erneut tektonisch beeinflusst.

Lage Westaustraliens
Karte der Antarktika mit Ostantarktika
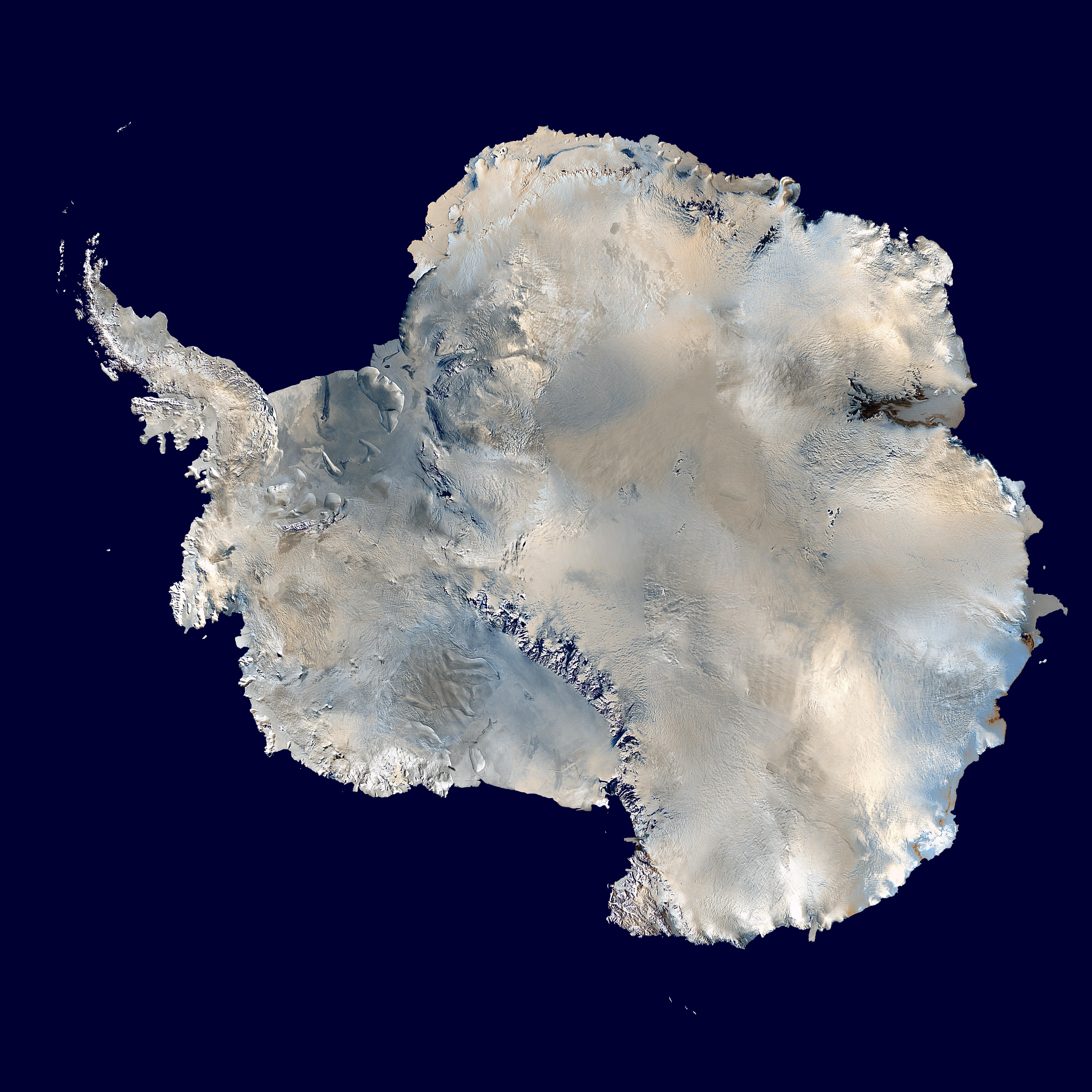
Satellitenaufnahme vom Antarktischen Eisschild

## Erdgeschichtlicher Rahmen

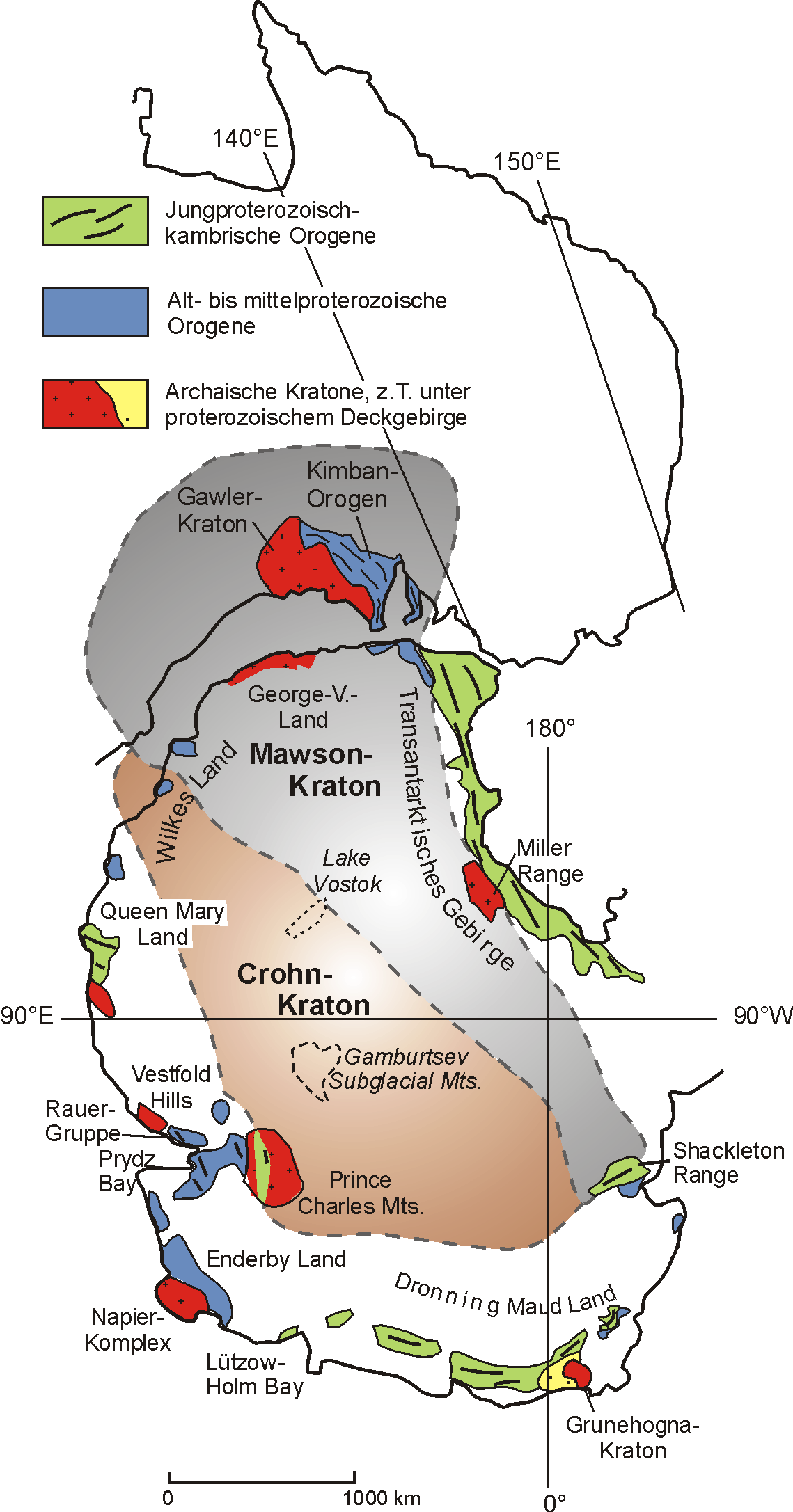
Rekonstruktion des Mawson-Kratons mit seinen Bruchstücken im heutigen Südaustralien und Ostantarktika
Hypothetische Paläogeographie Columbias

Der Bildung des Pinjarra-Orogens ging eine langandauernde und komplexe geologische Entwicklung voraus. Um 1720 mya kollidierte der Proto-Nordaustralische Kraton am nordöstlichen Ende Proto-Antarktikas (Mawson-Kraton). Dies fällt in die Formierungsphase des hypothetischen Superkontinents Columbias. Zwischen 1500 und 1350 mya rotierte der Proto-Nordaustralische Kraton entlang einer Subduktionszone und kollidierte mit dem nordwestlichen Rand von Proto-Ostantarktika unter Schließung des dazwischen liegenden Ozeans. Dadurch bildete sich in zwei Hauptphasen von 1350 bis 1140 mya das Albany-Fraser-Orogen. Es stellt somit eine Geosutur dar. Diese verläuft entlang des archaischen australischen Yilgarn-Kratons und erstreckt sich bis ins ostantarktische Wilkesland.
Vermutlich zwischen 1140 und 1080 mya entstand ein Grabenbruch mit Ozeanbildung an den westlichen Flanken Proto-Australiens und Proto-Ostantarktikas. Dieser Zeitraum erstreckt sich zwischen der Bildung des Albany-Fraser-Orogens und des Pinjarra-Orogens. Die Darling Fault bildete die östliche Grenze und trennt abrupt die alten Gesteine des Yilgarn-Kratons und Albany-Fraser-Orogens von den jüngeren des Pinjarra-Orogens. Zu dieser Zeit näherte sich Groß-Indien, bestehend aus dem Proto-Indischen Subkontinent, Ostmadagaskar, Sri Lanka und den Seychellen, den vereinigten Lithosphärenplatten Proto-Australiens und Proto-Ostantarktikas.
Kurz nach der Grabenbruchbildung erfolgte die Inversion dieser Bruchzone. Sie führte zur Kollision des bisherigen australisch-antarktischen Kratonblocks mit dem östlichen Rand von Groß-Indien und dem archaischen bis paläoproterozoischen ostantarktischen Crohn-Kraton. Dieser liegt heute einem Großteil vom zentralen Ostantarktika zugrunde. Das Pinjarra-Orogen wurde durch diese Kollision aufgefaltet und stellt somit die Geosutur dar. Es entwickelte sich entlang der Darling Fault. Bis 1020 mya erfolgte der Zusammenschluss der australisch-ostantarktisch-indischen Kontinentalmassen. Dies ist zeitäqivalent mit der Grenville-Orogenese, die mit zur Formierung Rodinias führte (siehe auch → Zusammenschluss Proto-Indien, Proto-Ostantarktis und Proto-Australien).

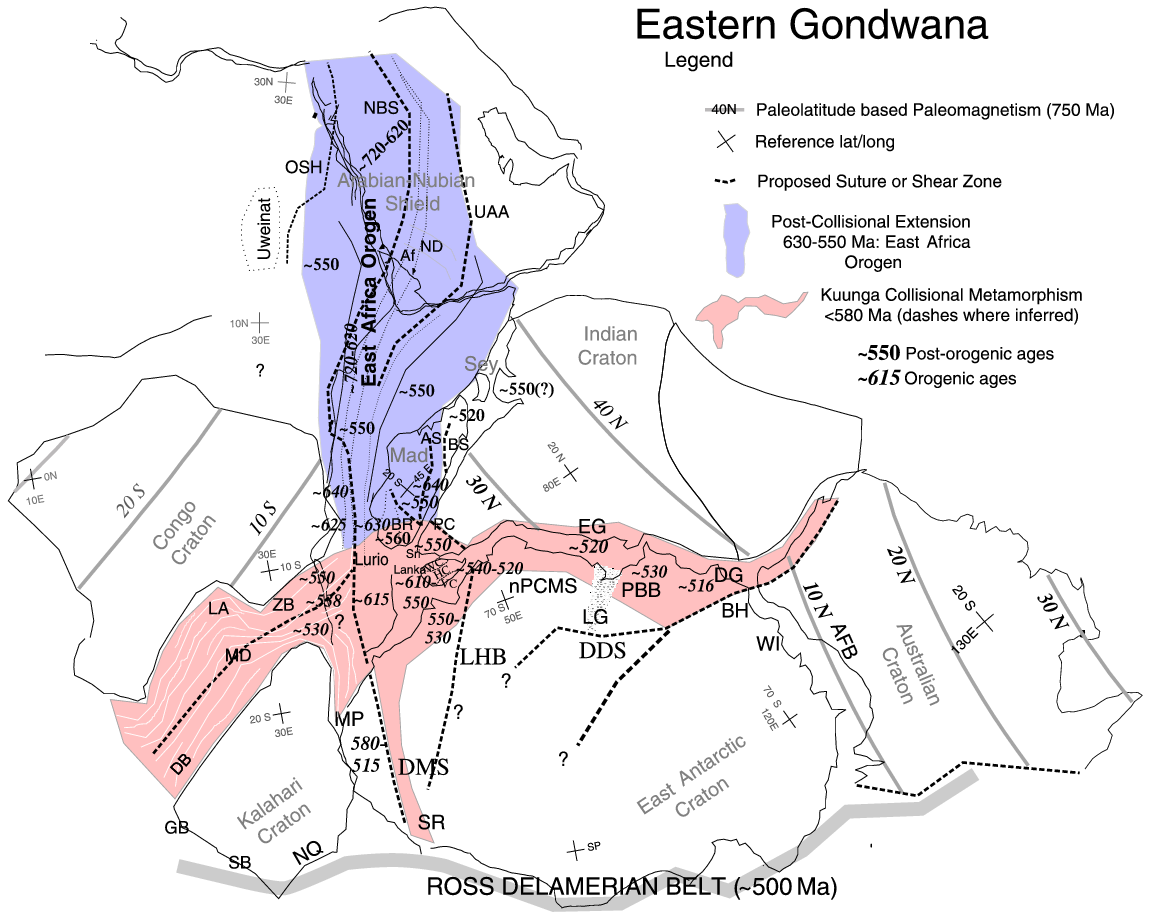
Kuunga-Orogen (rosa eingefärbt). Die Abkürzung „DDS“ symbolisiert die Darling-Denman-Geosutur und damit den Verlauf des Pinjarra-Orogens in Ostantarktika

Im Rahmen der Bildung Gondwanas kollidierte Ostgondwana mit dem Osten von Proto-Afrika. Diese plattentektonischen Prozesse werden als Kuunga-Orogenese bezeichnet. Sie fand zwischen 620 und 520 mya statt. Dadurch wurden regionale Bereiche des Pinjarra-Orogens erneut metamorph überprägt. Damit war die tektonische Phase diese Orogens abgeschlossen.

## Segmente des Pinjarra-Orogens
Entsprechend der geologischen Entwicklung kann das Pinjarra-Orogen in einen australischen, indischen und ostantarktischen Abschnitt gegliedert werden.
Das australische Segment wird durch einen etwa 1000 Kilometer langen Gebirgszug gebildet, der in nordsüdlicher Richtung am äußersten Rand von Westaustralien mit dem archaischen Yilgran-Kraton und dem mesoproterozoischen Albany-Fraser-Orogen verläuft. Dieses Segment ist das einzige vom Pinjarra-Orogen, das zu Tage tritt.

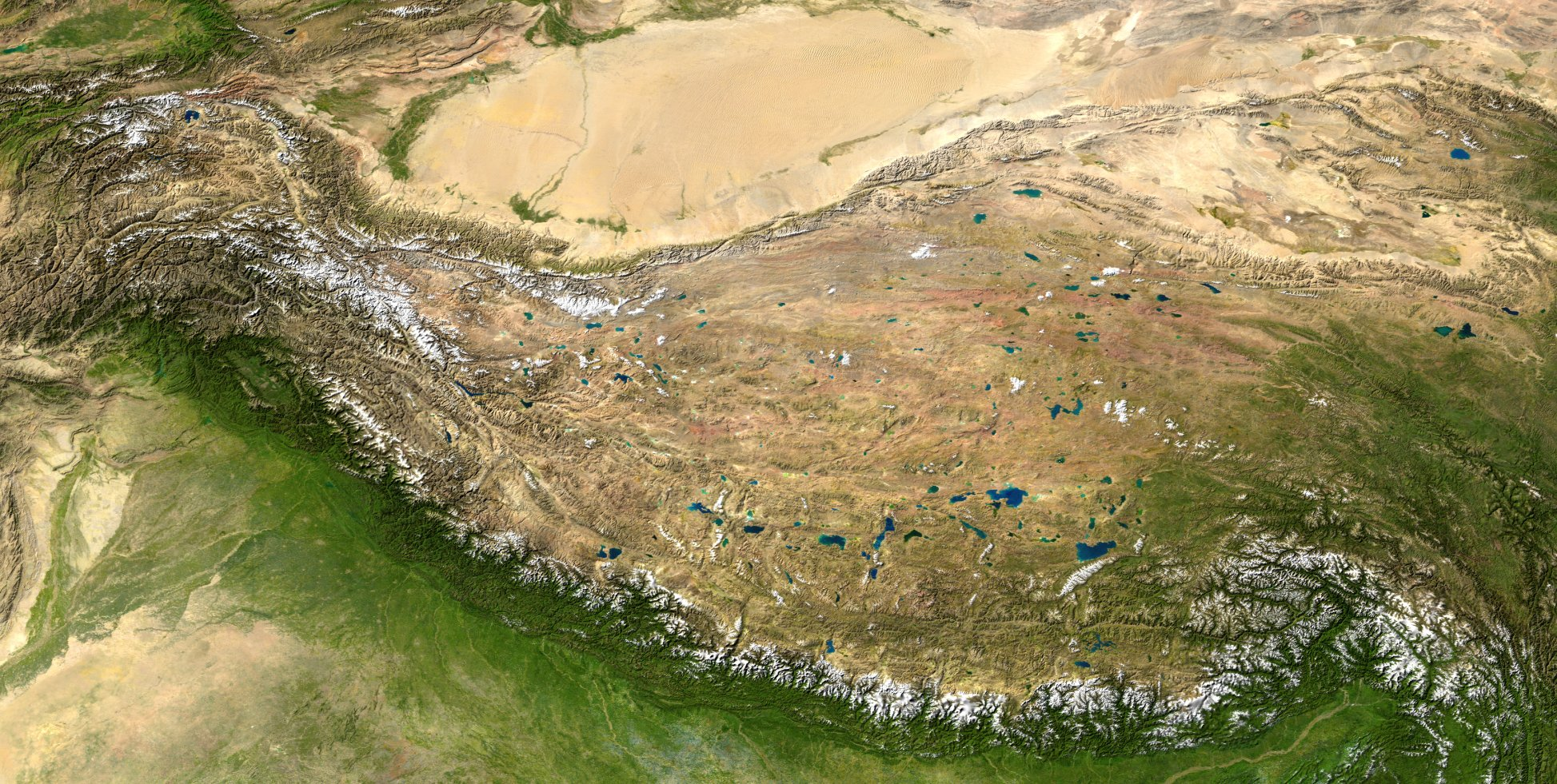
Satellitenaufnahme vom Himalaya
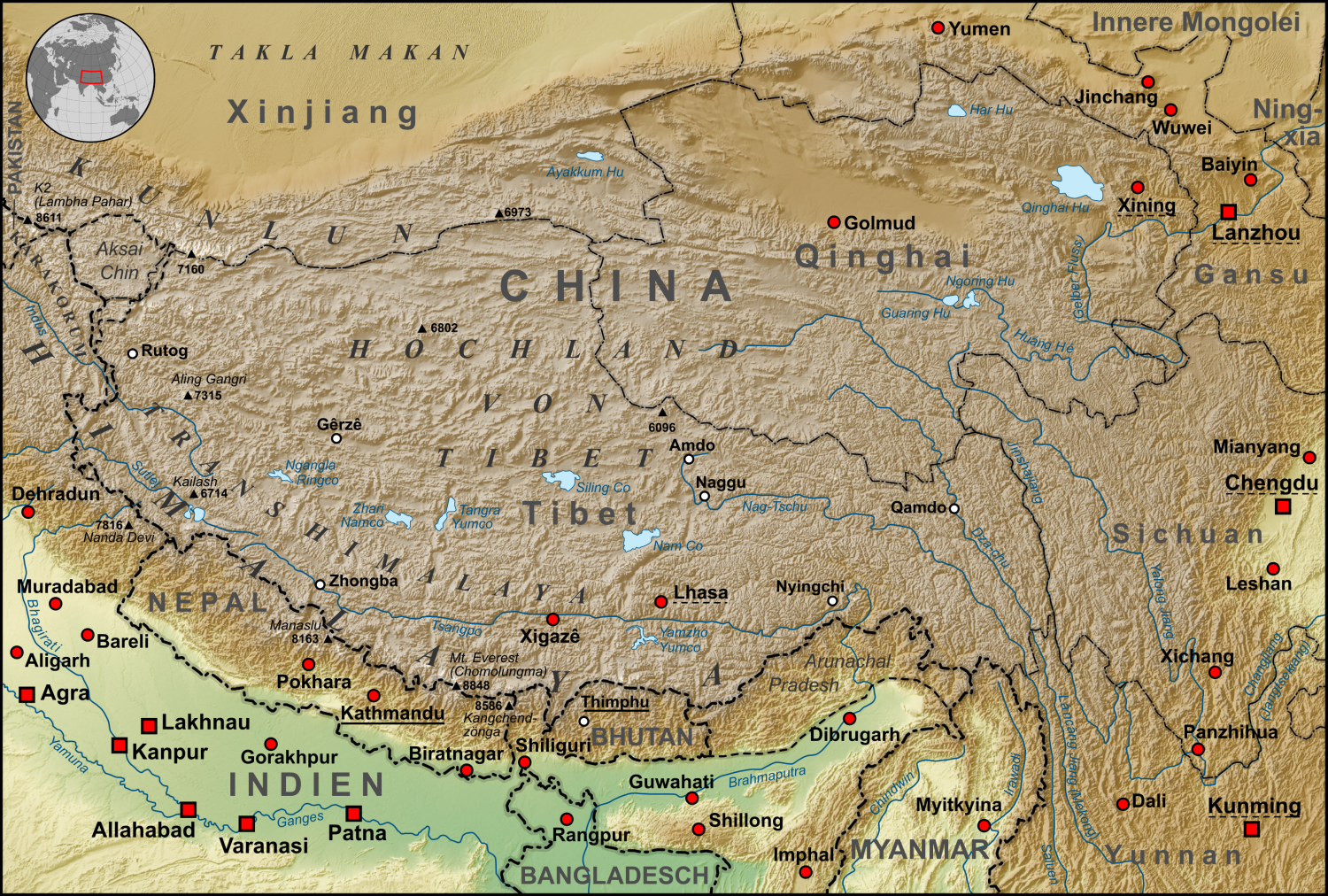
Karte vom Hochland von Tibet
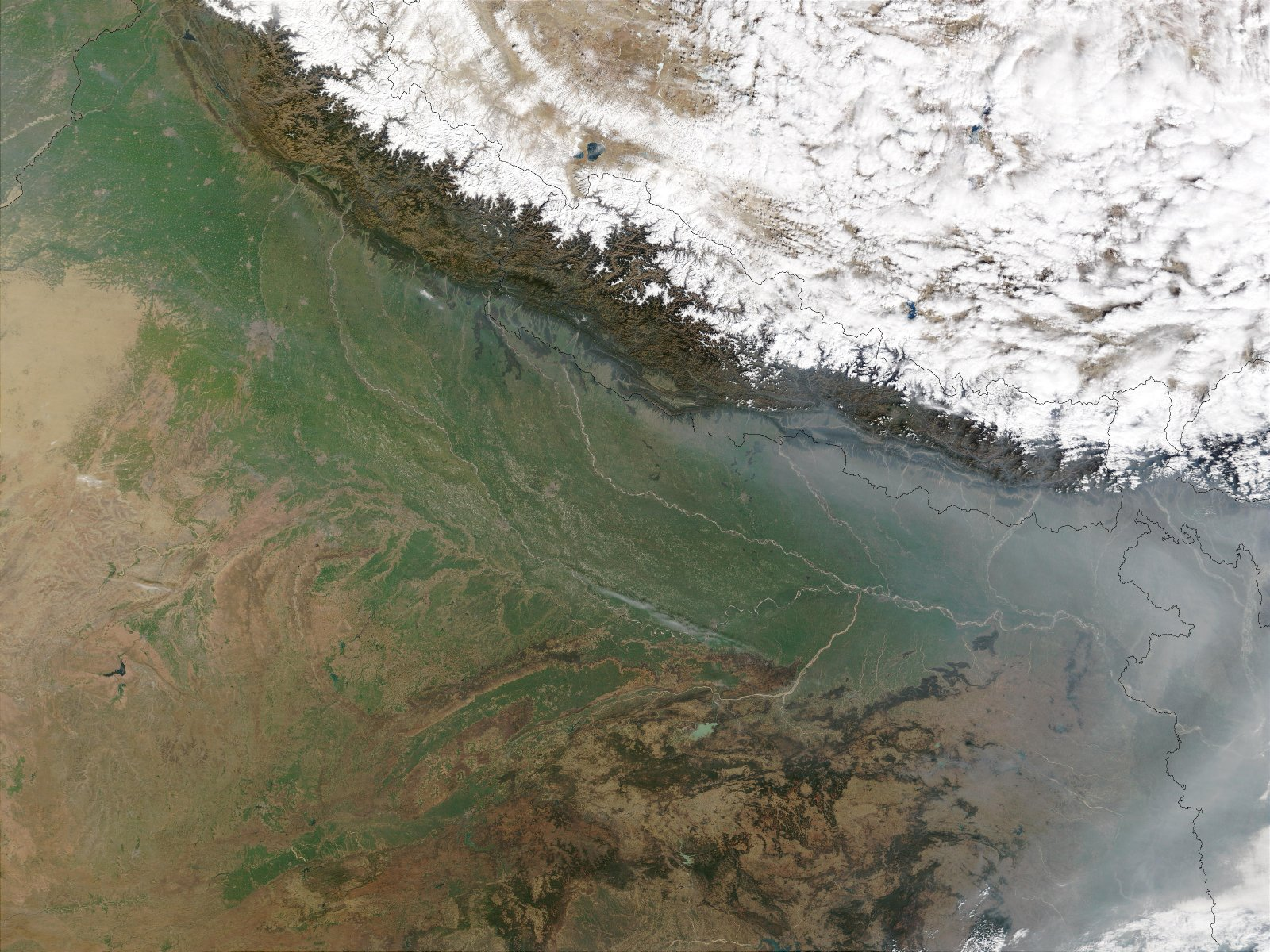
Satellitenaufnahme der Gangesebene

Vermutlich existierte auch ein indischer Abschnitt des Pinjarra-Orogens. Dieser löste sich während des Zerfalls Ostgondwanas von dessen übrigen Kontinentalmassen und kollidierte als Teil des Proto-Indischen Subkontinents mit der Eurasischen Platte. Dabei wurde er während der Auffaltung des Himalayas unter das Hochland von Tibet subduziert oder liegt unter Sedimentschichten der Gangesebene verborgen. Dadurch ist es nicht geologisch nicht direkt zugänglich.

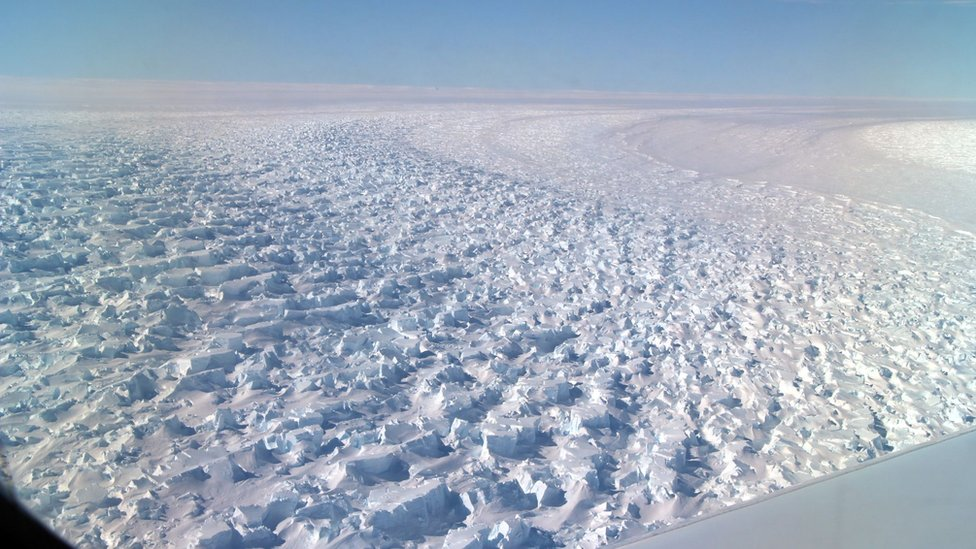
Denman-Gletscher im Königin-Marie-Land
Königin-Marie-Land als Teil des Australisch-Antarktischem-Territoriums
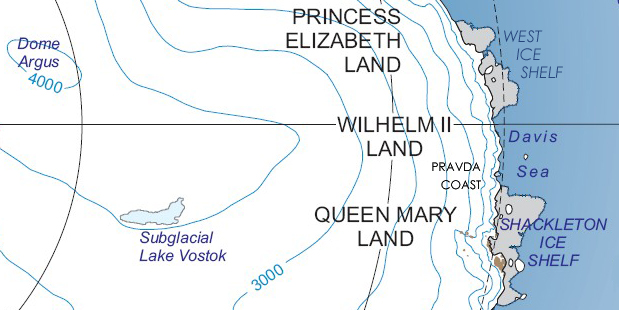
Kartenausschnitt um den Wostoksee

Auch der ostantarktischen Orogenabschnitt ist nicht aufgeschlossen, da er unter dem Antarktischem Eisschild verborgen ist. Ausgehend von der Annahme, dass die Darling Fault bis weit ins Innere Ostantarktikas verläuft, wurde diese auch auf das Pinjarra-Orogen übertragen. Ein erster Nachweis erfolgte anhand von Zirkonen in den Obruchev Hills (siehe auch → Bunger Hills), welche unmittelbar westlich an die Darling Fault und den Denman-Gletscher im Königin-Marie-Land angrenzen. Diese Zirkone datieren auf 1040 mya und sind die einzigen, die dem Zeitraum der Pinjarra-Orogenese zugeordnet werden können. Der weitere Verlauf des Pinjarra-Orogens ins Innere Ostantarktikas wurde per Fernerkundung aus der Luft mittels unabhängiger magnetischer, seismologischer und gravimetrischer Daten in der Region nahe dem Wostoksee ermittelt. Aus ihnen konnte eine tektonische Grenze infolge einer Aneinanderreihung von zwei Krustenblöcken mit unterschiedlicher Krustenstärke und magnetischen Eigenschaften abgeleitet werden. Eine Vorwärtsmodellierung der Wostok-Gravitationsdaten legt nahe, dass diese Plattengrenze mutmaßlich infolge von Unterschiebungs- oder Subduktionsprozessen zwischen dem Crohn-Kraton und dem Mawson-Kraton entstand. Obwohl keine Altersdaten vorhanden sind, entsprechen Position und tektonischer Stil dem angenommenen Kollisionstektonismus der Pinjarra-Orogenenese.

## Regionale Geologie
Im aufgeschlossen australischen Segment des Pinjarra-Orogens kann die regionale Geologie dieses Gebirgszuges bestimmt werden. Dieser erstreckt sich über etwa 1000 km am westlichen Rand von Westaustralien mit dem Yilgarn-Kraton und dem Albany-Fraser-Orogen. Es besteht aus drei Grundgebirgskomplexen, die durch Verwerfungen getrennt sind. Sie treten in paläozoischen Becken zu Tage. Am östlichen Rand lagerten sich niedergradig metamorph überprägte Metasedimente ab. Der größte Teil diese Orogens ist unter Sedimenten des Perthbeckens und des südlichen Carnarvonbeckens begraben. Die Verwerfungen, die das Pinjarra-Orogen durchziehen, sind die Darling Fault im äußersten Osten, die Dunsborough Fault im Osten des Leeuwin-Komplexes und die Urella Fault, welche die Sedimente des nördlichen Perthbeckens westlich des Mullingarra-Komplexes durchzieht.
Der Northampton- und der Mullingarra-Komplex sind die beiden nördlichsten Grundgebirgsaufschlüsse und liegen etwa 300 bis 400 Kilometer nördlich von Perth. Der Northampton-Komplex ist der größere der beiden, und er bildet einen Horst mit einer Fläche von etwa 100 mal 30 Kilometer unmittelbar östlich von Geraldton und Kalbarri.

### Northampton-Komplex
Der Northampton-Komplex besteht überwiegend aus hochgradig metamorph überprägten Gneisen und Migmatiten mit Amphibolit-Fazies bis Granulit-Fazies, einschließlich eines Paragneises unterschiedlicher Zusammensetzung. Dieser wurde von spättektonischen Granitoiden intrudiert, dessen Protolithe (Ausgangsgesteine) im Grabenbruch zwischen Proto-Australien und Groß-Indien abgelagert wurden.
Alter von detritischen (verschleppten) Zirkonen aus Paragneisen des Northampton-Komplexes datieren zwischen 2040 mya und 1150 mya, von denen eine Häufung zwischen 1900 und 1600 mya und 1400 und 1150 mya auftritt. Trotz der Nähe zum archäischen Yilgarn-Kraton wurden keine Beweise für archaische Sedimentationen dokumentiert. Die Granulit-Fazies-Metamorphose erfolgte zwischen 1090 und 1020 mya mit einem Höhepunkt um ca. 1079 mya. Dolerit-Dykes intrudierten die Granulit-Fazies der Paragneise um ca. 989 mya. Posttektonische Dolerit-Dykes entwickelten sich während des Neoproterozoikums um 750 mya.

### Mullingarra-Komplex
Der südöstlich des Northampton-Komplexes aufgeschlossene Mullingarra-Komplex tritt als schmaler 60 Kilometer langer Streifen von niedrigen Hügeln unmittelbar östlich der Urella Fault und westlich der Stadt Three Springs zu Tage. Er ist entlang dessen östlichen Rand diskordant (unregelmäßig) überlagert von niedrig metamorph überprägten Metasedimenten proterozoischem Alters. Im Osten wird er von der Darling Fault und im Westen von der Urella Fault begrenzt. In einem nicht metamorphierten Monzonit-Granit kristallisierten Zirkone aus, die Alter 2181 mya aufweisen. Damit wurde das bisher älteste magmatische Gestein im Pinjarra-Orogen nachgewiesen. Alter von detritischen Zirkonpopulationen in Gesteinen des Mullingarra-Komplexes ähneln denen des Northampton-Komplexes, was ähnliche Quellregionen impliziert. Darüber hinaus erlebte der Mullingarra-Komplex eine mit dem Northampton-Komplex vergleichbare Verformungsgeschichte mit Ausbildung von Amphibolit-Fazies. Dolerit-Dykes und Scherzonen, die im Northampton-Komplex häufig vorkommen, wurden im Mullingarra-Komplex nicht nachgewiesen, was eher auf geringe Aufschlüsse als auf einen signifikanten Unterschied zwischen diesen beiden Grundgebirgseinheiten zurückzuführen sein könnte.

### Leeuwin-Komplex
Der Leeuwin-Komplex ist im äußersten Südwesten von Westaustralien etwa 200 Kilometer südlich von Perth als schmaler Küstenbergrücken zwischen dem Cape Naturaliste im Norden und Kap Leeuwin im Süden aufgeschlossen. Entlang seines östlichen Randes grenzt er mit der Dunsborough Fault an das Perthbecken. Diese Verwerfung verläuft zwischen den Städten Dunsborough und Augusta. Er besteht überwiegend aus granitischen Orthogneisen mit Amphibolit- bis Granulit-Fazies und geschichteten mafischen Intrusionen. Sie werden lokal von tertiärem Laterit, Sand und quartärem Kalkstein überlagert. Die zeitlich ausgedehnte magmatische Geschichte ereignete zwischen 1090 und 520 mya. Das jüngste tektonische Ereignis fand um 522 mya statt, das im Zusammenhang mit der Formierung Gondwanas steht.

### Sedmentationen und Sedimentbecken
Erosionsprozesse erzeugten große Sedimentmengen, die infolge von verschiedenen Transportvorgängen großräumig verteilt und in spätmesoproterozoischen und neoproterozoischen Sedimentbecken abgelagert wurden (siehe auch → Ablagerungsmilieu). Die Lage dieser Becken bilden wichtige Anhaltspunkte für den Verlauf des Pinjarra-Orogens. Sie befinden sich auf beiden Seiten des Orogens und wurden aufgefüllt mit Orogenschutt.

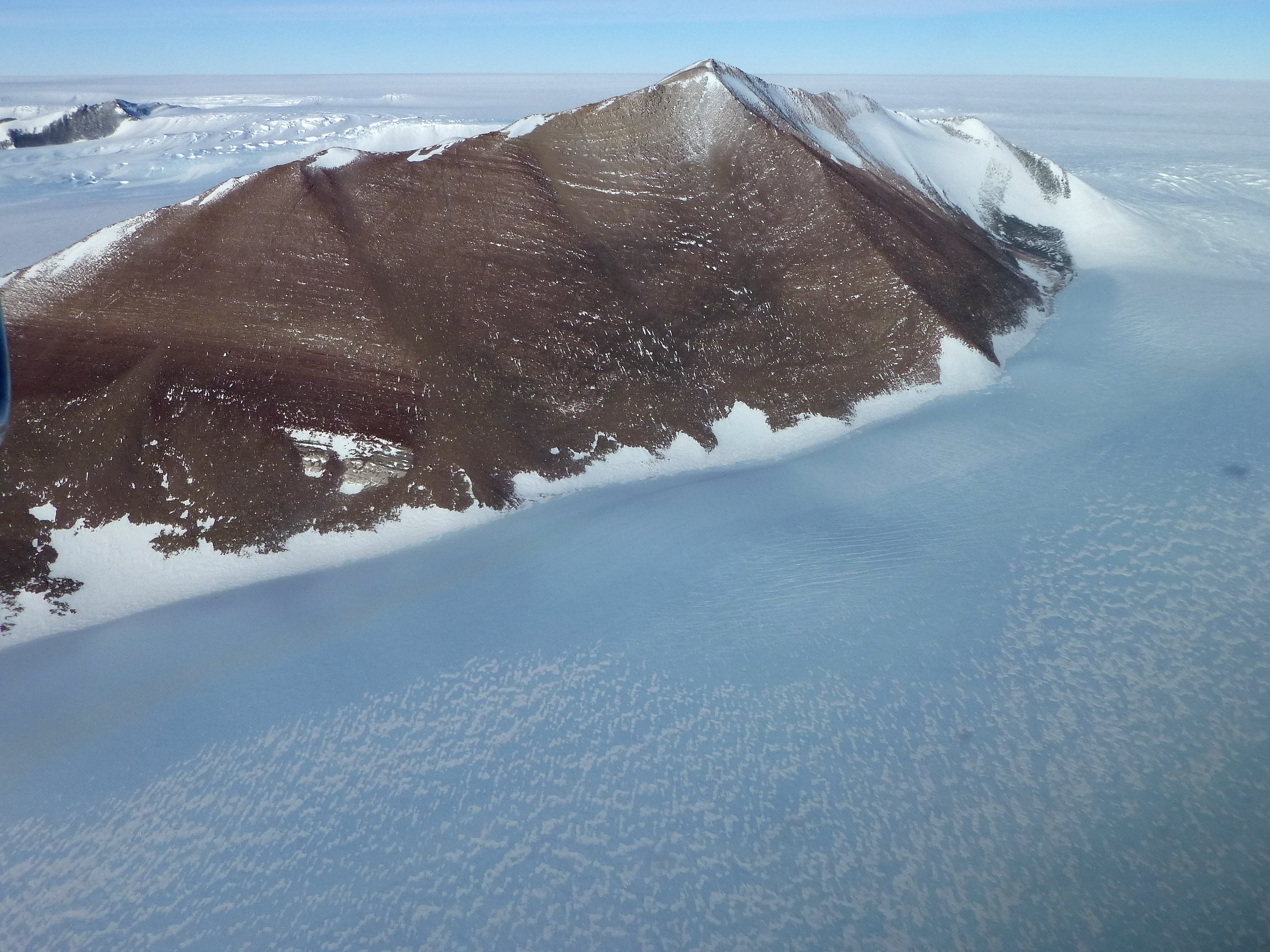
Pensacola Mountains mit dem Foundation-Eisstrom
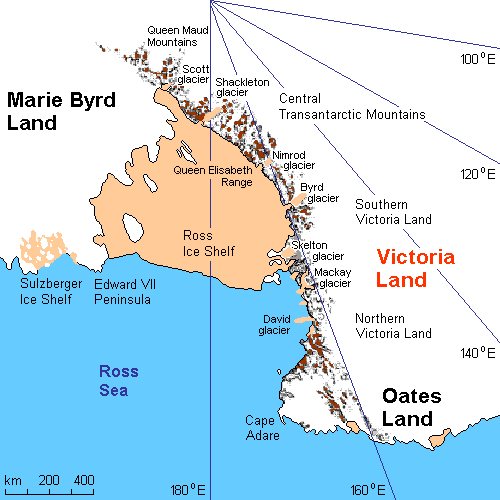
Karte vom Viktorialand
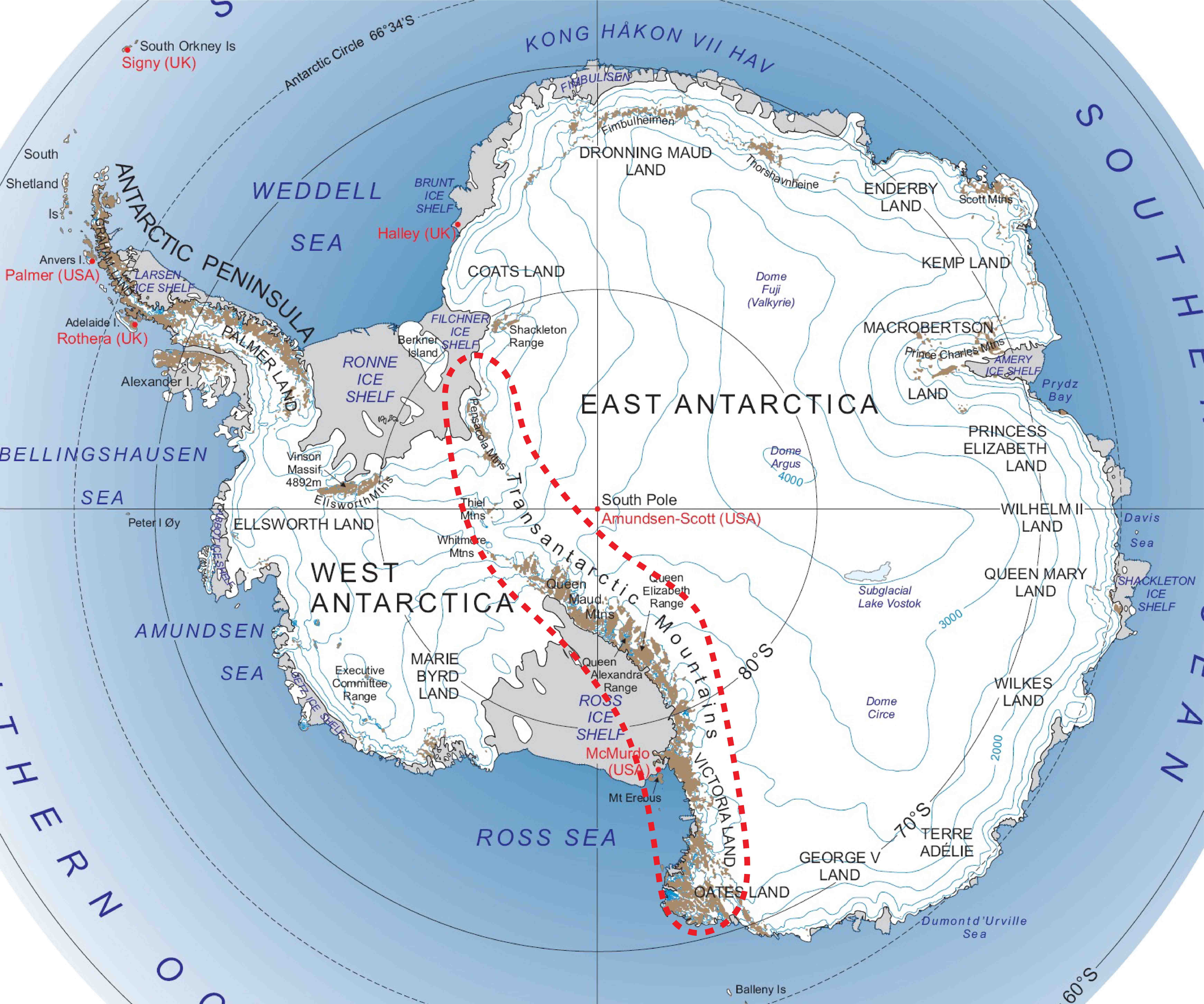
Markierter Verlauf des Transantarktischen Gebirges
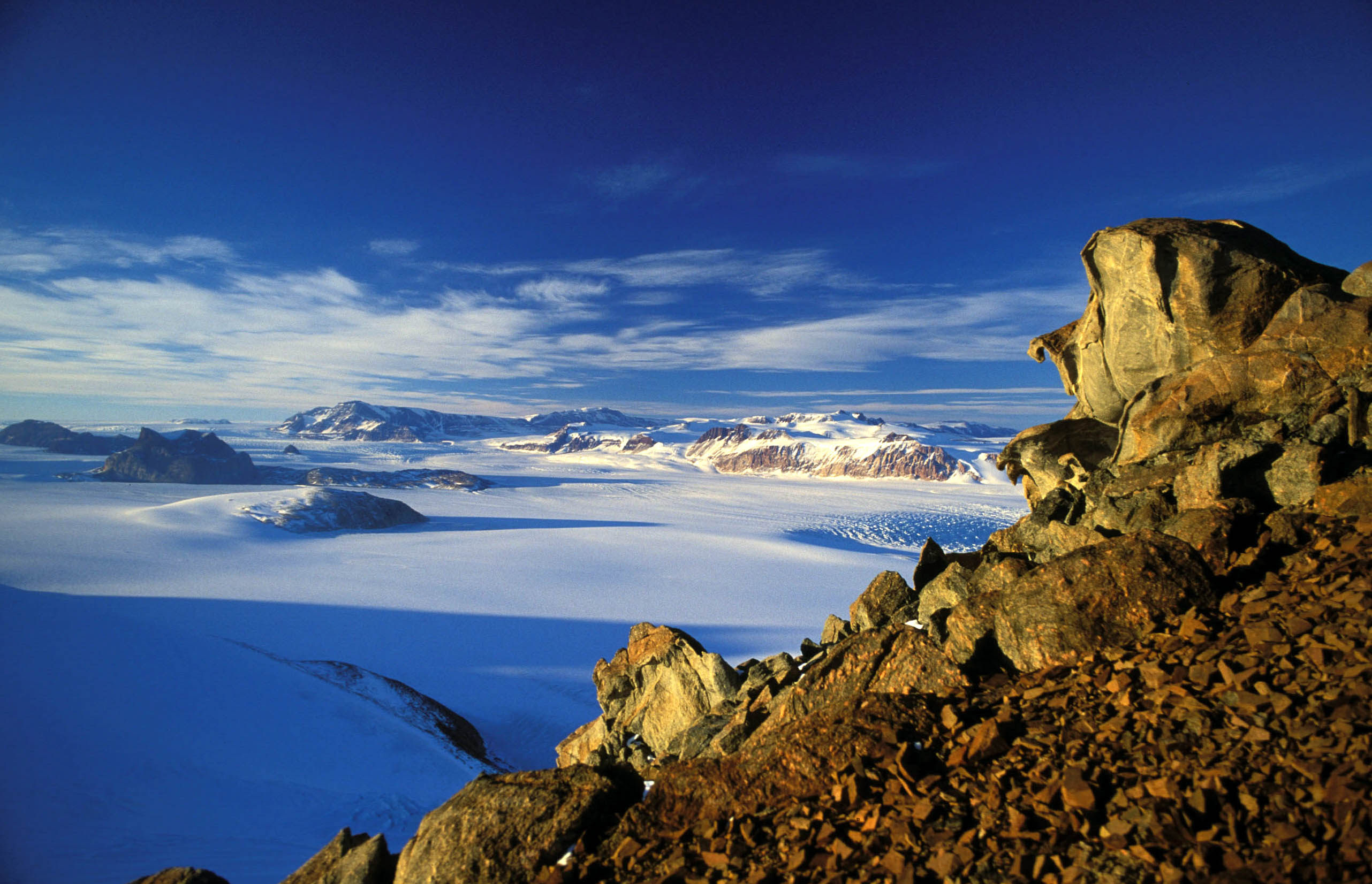
Ansicht auf das Transantarktische Gebirge im nördlichen Viktorialand

Anhand von detritischen Zirkonen konnten diese Sedimentverfrachtungen rekonstruiert werden. Sie kommen im Adelaide Superbasin von Südaustralien, den ostantarktischen Prince Charles Mountains, den Pensacola Mountains, im südlichen Viktorialand sowie im Transantarktischen Gebirge vor. Auch in Aufschlüssen der ostantarktischen Obruchev Hills und der Shackleton Range wurden relevante Sedimente nachgewiesen.
Die Sodruzhestvo Group in den südlichen Prince Charles Mountains stellt die älteste dieser Ablagerungsvorkommen dar. Dessen Gesteine bestehen aus einer überwiegend klastischen Abfolge von sowohl calciumcarbonathaltigen als auch kieselhaltigen Sedimenten. Auf der Grundlage mikrofossiler Daten werden diese Sedimente so interpretiert, dass sie im späten Meso- oder frühen Neoproterozoikum zwischen 1090 mya und 1040 mya abgelagert wurden. Diese Spanne korreliert mit den Zirkonalter und dem Zeitraum der Deformation und Metamorphosen der Pinjarra-Orogenese. Die Sodrushestvo-Gruppe wurde wahrscheinlich am westlichen passiven Rand des Crohn-Kratons abgelagert.
Im südlichen Viktorialand kommen detritische Zirkone mit Alter zwischen 1090 und 1060 mya häufig in den Skelton und Koettlitz Groups vor. Ähnliches gilt für die Byrd Group in the Pensacola Mountains, während die Hannah Ridge Formation in den Pensacola Mountains nur geringfügige Mengen an Zirkonen dieses Alters enthält. Die Beardmore Group im mittleren Transantarktischen Gebirge beinhaltet keine vergleichbar alte Zirkone (siehe auch → Tektonische Einheiten im südlichen Viktorialand und im mittleren Transantarktischen Gebirge). Diese und andere Sedimentationen östlich des Transantarktischen Gebirge wurden während der Ross-Orogenese im ausgehenden Neoproterozoikum metamorph überprägt.

Lage Südaustraliens
Lage des Adelaide Superbasins und seine vermutliche Ausdehnung in Südaustralien
Bekannte Subbecken im Adelaide Superbasin

In Sedimentschichten Südostaustraliens kommen Zirkone mit einem Alter zwischen 1090 und 1060 mya in der Kanmantoo Group innerhalb des Adelaide Superbasins (Adelaide Geosyncline) vor. Auch sind Zirkone dieses Alters mit unterschiedlichen Populationen in Sedimenten aus dem mittleren Kambrium und in jüngeren Ablagerungen vorhanden. Diese sind östlich der Kanmantoo Group im Südosten Australiens exponiert. Die südostaustralischen Sedimentanlagerungen wurden von der Delamerischen Orogenese metamorph überprägt, welche mit der ostantarktischen Ross-Orogenese korreliert (siehe auch → Ross- und Delemarische Orogenesen).